# Цинцерень (комуна)
Цинцерень, Цинцерені (рум. Țânțăreni) — комуна у повіті Горж в Румунії. До складу комуни входять такі села (дані про населення за 2002 рік):
- Арпадія (95 осіб)
- Кічора (258 осіб)
- Флорешть (3042 особи)
- Цинцерень (2433 особи) — адміністративний центр комуни

Комуна розташована на відстані 207 км на захід від Бухареста, 51 км на південь від Тиргу-Жіу, 39 км на північний захід від Крайови.

## Населення
За даними перепису населення 2002 року у комуні проживали 5828 осіб.
Національний склад населення комуни:
| Національність | Кількість осіб | Відсоток |
| -------------- | -------------- | -------- |
| румуни         | 5343           | 91,7%    |
| цигани         | 485            | 8,3%     |

Рідною мовою назвали:
| Мова      | Кількість осіб | Відсоток |
| --------- | -------------- | -------- |
| румунська | 5629           | 96,6%    |
| циганська | 198            | 3,4%     |

Склад населення комуни за віросповіданням:
| Релігія        | Кількість осіб | Відсоток |
| -------------- | -------------- | -------- |
| православні    | 5793           | 99,4%    |
| п'ятдесятники  | 25             | 0,4%     |
| баптисти       | 4              | 0,1%     |
| реформати      | 3              | 0,1%     |
| греко-католики | 2              | < 0,1%   |
| римо-католики  | 1              | < 0,1%   |